# Ariadna Romero
Ariadna Romero (Fomento, 19 settembre 1986) è una modella, showgirl e attrice cubana naturalizzata italiana.

## Biografia
Frequenta a Cuba il liceo scientifico per proseguire gli studi al livello universitario alla facoltà di giurisprudenza. Arriva in Italia nel 2009 in seguito a un servizio fotografico svolto a Cuba con un'agenzia di moda italiana perché in quell'occasione un impresario le propose di lavorare in Italia e lei accettò.
Nella stagione 2009-2010 è stata una delle "schedine" di Simona Ventura nel programma domenicale di Rai 2 Quelli che il calcio e ha partecipato allo spot televisivo di Vecchia Romagna. Dal 2009 al 2013 ha condotto il programma calcistico Jukebox su Milan Channel e nel corso di quel periodo ha prestato la sua immagine per vari prodotti pubblicitari come Sammontana, Locman donna e Cotril. Nel 2010 è stata la protagonista femminile del video musicale Boom Boom del duo di dj Mitch e Squalo. Nel dicembre 2011 esordisce al cinema nel film Finalmente la felicità nel ruolo di Luna, per la regia di Leonardo Pieraccioni; nello stesso anno e in quello successivo diventa testimonial del marchio Pin Up Stars.
Nell'inverno 2012 partecipa, seguita dal maestro di ballo Mirko Sciolan, all'ottava edizione di Ballando con le stelle su Rai 1 come concorrente classificandosi decima e nello stesso anno diventa testimonial del marchio di moda Pin Up Stars. Nel febbraio 2013 è madrina nelle Final Eight 2013 della Coppa Italia di pallacanestro maschile e in autunno ha partecipato come concorrente alla seconda edizione di Pechino Express formando la coppia "Le Modelle" insieme con Francesca Fioretti: la coppia si è classificata al secondo posto.
Nel 2013 sostiene l'AIL (Associazione italiana contro le leucemie-linfomi e mieloma) e fa uno spot pubblicitario per Jeep Compass. Insieme con Enzo Iacchetti e altri, nell'autunno 2014 partecipa, come concorrente-vip, al programma di Rai 2 La papera non fa l'eco condotto da Max Giusti; nello stesso periodo è testimonial di Cotril e White le Spose, quindi frequenta scuole di recitazione e diversi stage con Giovanni Veronesi e Sergio Rubini come tutor. Nel 2015 conduce, assieme a Fabio Tavelli, Studio EuroBasket su Sky Sport in occasione degli europei di basket. Nella primavera 2019 approda a Mediaset, diventando una dei naufraghi del reality L'isola dei famosi, condotto da Alessia Marcuzzi su Canale 5.

## Vita privata
Il 20 dicembre 2012 sposa il cestista Lorenzo Gergati a Varese con rito civile, mentre il rito cattolico è stato celebrato il 7 luglio 2013 a Cuba. In seguito alla separazione tra i due ha intrapreso una relazione con Pierpaolo Pretelli, modello ed ex velino moro di Striscia la notizia, da cui nel luglio 2017 ha avuto un figlio.

## Programmi televisivi
- Quelli che il calcio (Rai 2, 2009-2010) – Schedina
- Jukebox (Milan Channel, 2009-2013) – Conduttrice
- Ballando con le stelle 8 (Rai 1, 2012) – Concorrente
- Pechino Express - Obiettivo Bangkok (Rai 2, 2013) – Concorrente
- Studio EuroBasket (Sky Sport, 2015) – Co-conduttrice
- L'isola dei famosi 14 (Canale 5, 2019) – Concorrente
- All Together Now (Canale 5, 2019) – Giurata d'eccezione
- Made in Sud  (Rai 2, 2019) – Ospite fissa

## Filmografia

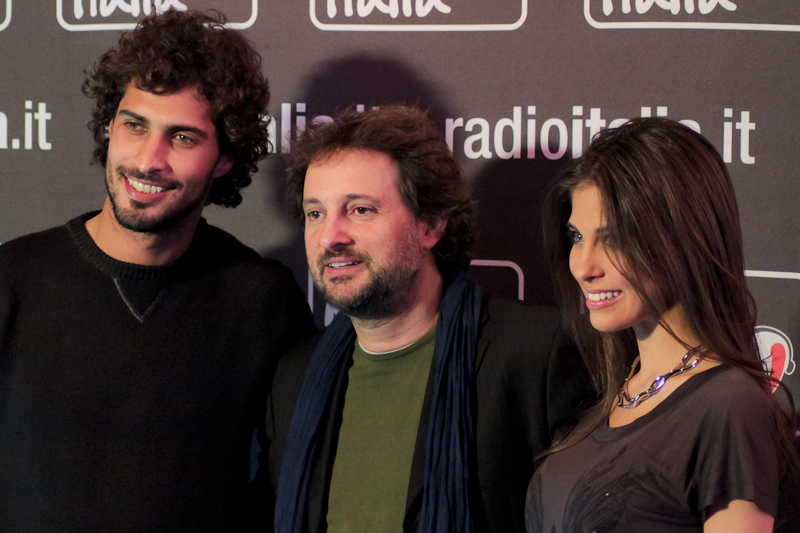
Thyago Alves, Leonardo Pieraccioni e Ariadna Romero all'anteprima del film Finalmente la felicità presso Radio Italia a Cologno Monzese nel 2011.

### Cinema
- Finalmente la felicità, regia di Leonardo Pieraccioni (2011)
- Ovunque tu sarai, regia di Roberto Capucci (2017)
- The Broken Key, regia di Louis Nero (2017)

### Televisione
- I bastardi di Pizzofalcone 3, regia di Monica Vullo - serie TV, episodio 3x01 (2021)

Non è stato mio figlio (2015), regia di Alessio Inturri

### Video musicali
- Boom Boom di Mitch e Squalo (2010)
- Rondine di Pierpaolo Pretelli (2020)

## Campagne pubblicitarie
- Vecchia Romagna (2010-in corso)[4]
- Sammontana (2010)[1]
- Locman donna (2010)[1]
- Cotril (2011-in corso)[5][20]
- Pin Up Stars (2011-2012)[1][8]
- Testimonial delle campagne benefiche dell'AIL (2013)[17]
- Jeep Compass (2013)[18]
- White le Spose (2014-in corso)[5][20]
- TIM (2015)
- Pomodoro Petti (2016-in corso)